# Carl Mallette
Pour les articles homonymes, voir Mallette.
Carl Mallette (né le 17 novembre 1981 à Pointe-Claire dans la province de Québec au Canada) est un joueur de hockey sur glace professionnel. Il est actuellement coach du Rouen Hockey Elite en Ligue Magnus

## Biographie

### Ses débuts juniors

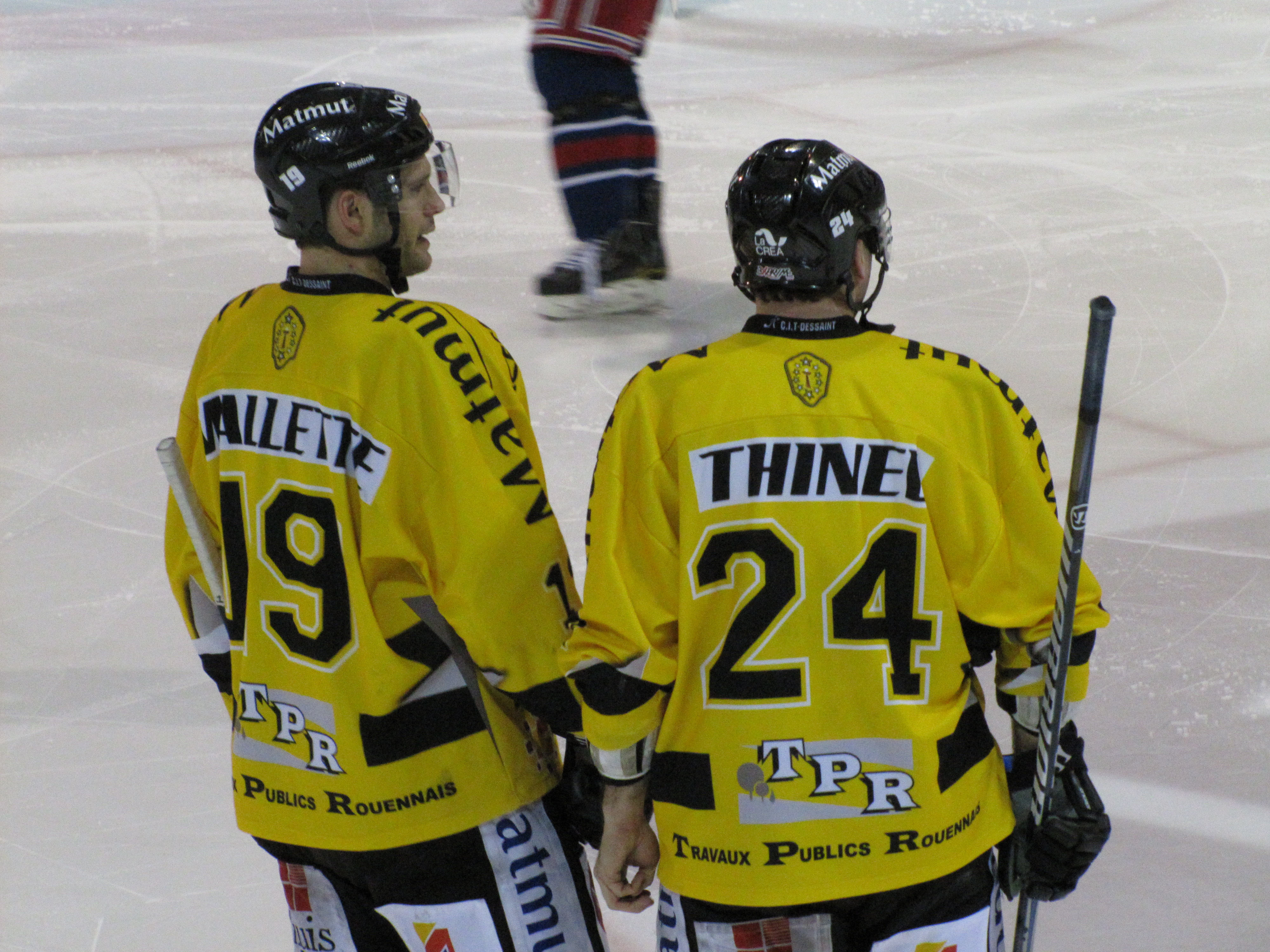
En 1997-1998, Marc-André Thinel et Mallette (ici de dos en 2012) font leurs débuts ensemble dans la Ligue de hockey junior majeur du Québec.

Carl Mallette commence sa carrière en jouant avec les Lions du Lac St-Louis dans la ligue midget AAA, le meilleur niveau du programme du développement du joueur dans le système de hockey au Québec, en 1996-1997. Il fait ses débuts dans les rangs junior en jouant dans la Ligue de hockey junior majeur du Québec pour les Tigres de Victoriaville lors de la saison 1997-1998.
Lors de cette saison, il dispute cinquante-cinq matchs du calendrier en inscrivant quinze points dont huit buts et évolue dans la même équipe que Marc-André Thinel. Les Tigres terminent deuxièmes de la saison dans leur division mais perdent dès le premier tour des séries en étant éliminés par le Titan Collège français de Laval, cinquième de la division. Lors de sa deuxième saison dans la ligue junior, Mallette termine quatrième meilleur pointeur de son équipe après Patrick Grandmaitre, huitième pointeur de la ligue,. Encore une fois les joueurs de Victoriaville sont qualifiés pour les séries mais perdent au premier tour contre les Olympiques de Hull.
Lors de la saison 1999-2000, il se classe deuxième pointeur de l'équipe derrière Marc-André Thinel et également septième pointeur de la LHJMQ avec cent-vingt-cinq points en soixante-neuf rencontres alors que Victoriaville termine dernière de la division ; tout de même qualifiés pour les séries, les Tigres perdent au premier tour contre les Cataractes de Shawinigan. À la fin de la saison, Mallette participe au repêchage d'entrée dans la Ligue nationale de hockey et est choisi par les Thrashers d'Atlanta au quatrième tour, le 107e choix au total du repêchage.
Lors de la saison suivante, Mallette compte quatre-vingt-trois points alors que les Tigres sont deuxièmes de leur division et éliminent les Voltigeurs de Drummondville en première ronde avant de chuter au deuxième tour en étant éliminés par les Foreurs de Val d'Or.

### Professionnel en Amérique du Nord

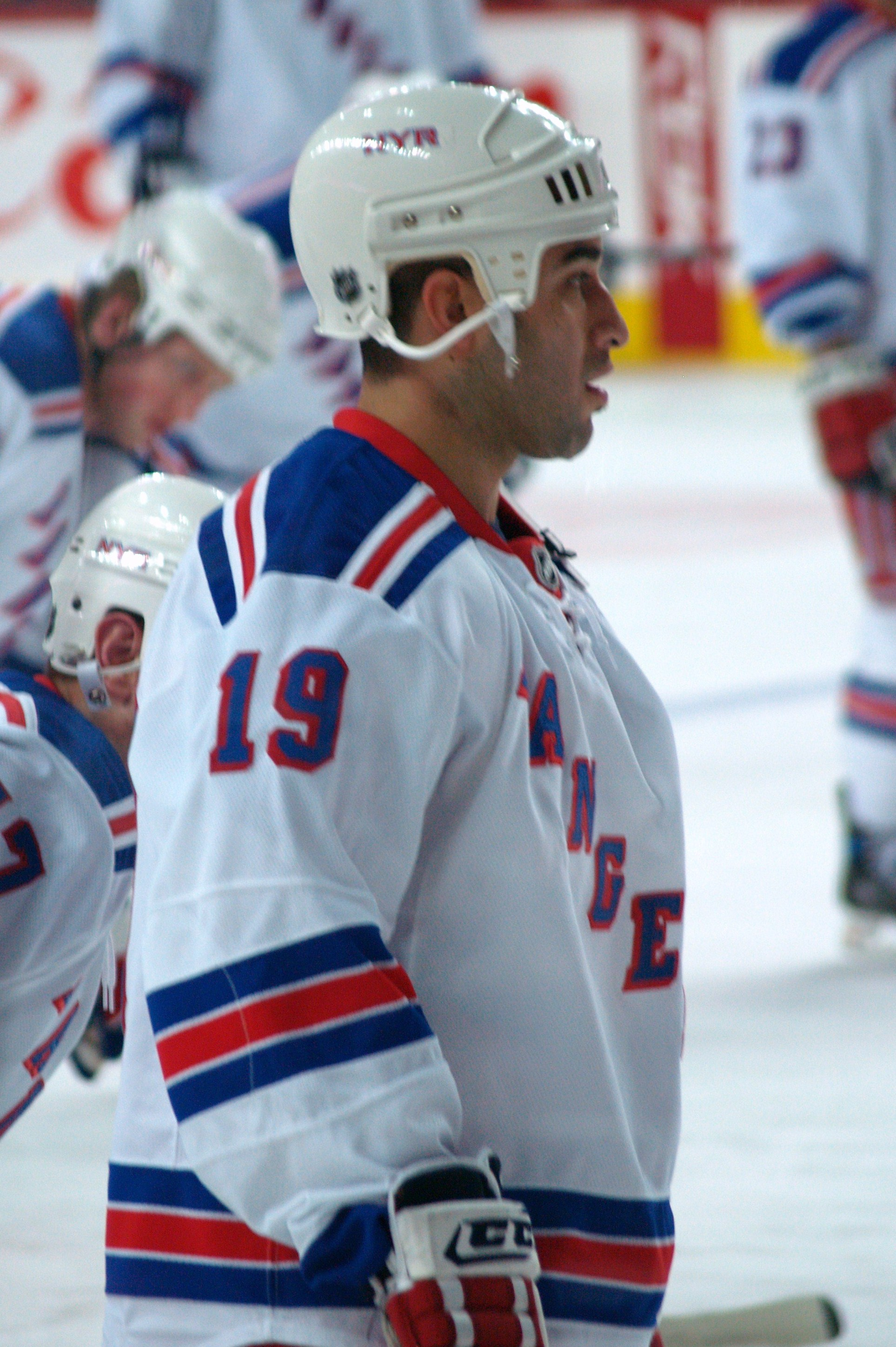
Scott Gomez (ici en 2008 avec les Rangers de New York) finit devant Mallette au classement des pointeurs 2004-2005.

Il fait ses débuts professionnels en rejoignant les Everblades de la Floride dans l'ECHL pour la saison 2003-2004. Le 11 février, il est échangé avec Kevin Holdridge en retour de Tim O'Connell et rejoint l'Express de Roanoke dans la même ligue ; il enchaîne une série de quinze matchs avec onze buts et douze passes décisives. Ironiquement, les deux équipes se rencontrent au premier tour des séries éliminatoires. Après deux défaites concédées par sa nouvelle formation, Mallette aide l'Express à se reprendre en inscrivant deux buts pour une victoire 5-3 lors du troisième match mais les joueurs de la Floride remportent finalement le quatrième match et la série. Au cours de la saison, Mallette inscrit quarante-et-un points avec les Everblades puis trente de plus avec Roanoke. Il est le quatrième meilleur pointeur pour les recrues et est élu dans l'équipe d'étoiles des joueurs de moins de 22 ans.
Mallette commence la saison 2004-2005 dans l'ECHL en jouant pour le Grrrowl de Greenville aux côtés de Kevin Bergin, ancien joueur de l'Express ; début décembre, il est élu meilleur joueur du mois de novembre alors qu'il est le meilleur buteur de la ligue avec onze buts et deuxième pointeur avec vingt-et-un points. Au cours de la saison, fin janvier 2005, il joue le Match des étoiles au sein de l'association Américaine. Il est alors le meilleur pointeur de l'ECHL avec cinquante-deux réalisations en trente-huit matchs.
En mai 2005, à quelques matchs de la fin de la saison, il change de club en compagnie de Bergin au sein d'un échange de sept joueurs : Sam Paolini, Tyler Knight, Māris Ziediņš et Jason Jozsa en retour de Mallette, Bergin et Joey Martin. À la fin de la saison régulière, il se classe deuxième meilleur pointeur de l'ECHL derrière Scott Gomez, joueur des Aces de l'Alaska mais habituel centre des Devils du New Jersey dans la Ligue nationale de hockey.

### Les Dragons de Rouen

#### La première saison et les premiers titres (2005-2006)

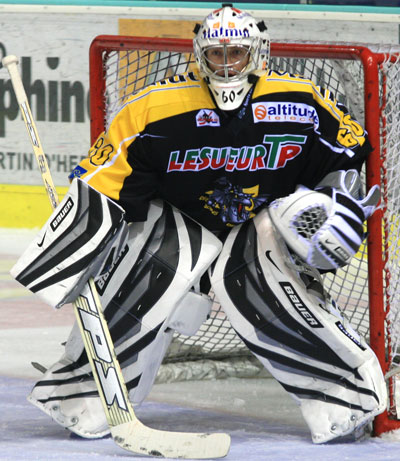
Ramón Sopko, gardien de Rouen aux côtés de Mallette entre 2005 et 2009.

Mallette rejoint l'équipe des Dragons de Rouen dans le championnat de France élite, la Ligue Magnus, club entraîné par Guy Fournier ; il arrive au sein du club français en même temps que son ami Thinel. Dès leur premier match sous leurs nouvelles couleurs lors du championnat de France, les deux joueurs québécois se mettent en avant : Thinel inscrit un but au bout d'une cinquantaine de secondes sur une passe de Mallette en trompant le gardien du Chamonix Hockey Club puis Mallette inscrite le troisième but des siens ; le nouveau gardien de l'équipe Ramón Sopko réalise un blanchissage alors que Rouen s'impose 9-0. À la fin de la saison régulière, Rouen se place à la première position du classement avec cinquante-et-un points pour vingt-deux victoires, trois victoires en prolongation et un match nul ; Mallette remporte le trophée Charles-Ramsay du meilleur pointeur de la saison après avoir inscrit soixante points. Il est suivi par deux autres joueurs de Rouen : Thinel avec deux points de moins et enfin Éric Fortier troisième avec quarante-neuf réalisations. Au cours de la saison, Rouen participe également à la coupe de France mais l'équipe est éliminée après une défaite en quart-de-finale contre les joueurs d'Anglet Hormadi Élite.
Lors des séries éliminatoires de la Ligue Magnus, le club de Rouen élimine au premier tour les Ducs d'Angers trois rencontres à zéro puis il fait subir le même sort aux Ducs de Dijon en demi-finale. En finale, les Dragons jouent contre les Gothiques d'Amiens et ils terminent leur saison en remportant les trois rencontres 5-3, 5-1 et 3-1 avec trois buts de Mallette lors du deuxième match. Il est élu dans la première ligne des étoiles de la ligue par les journalistes, également élu meilleur joueur de la Ligue Magnus par ses pairs et est désigné meilleur joueur et meilleur attaquant par les médias.

#### Une saison en Autriche

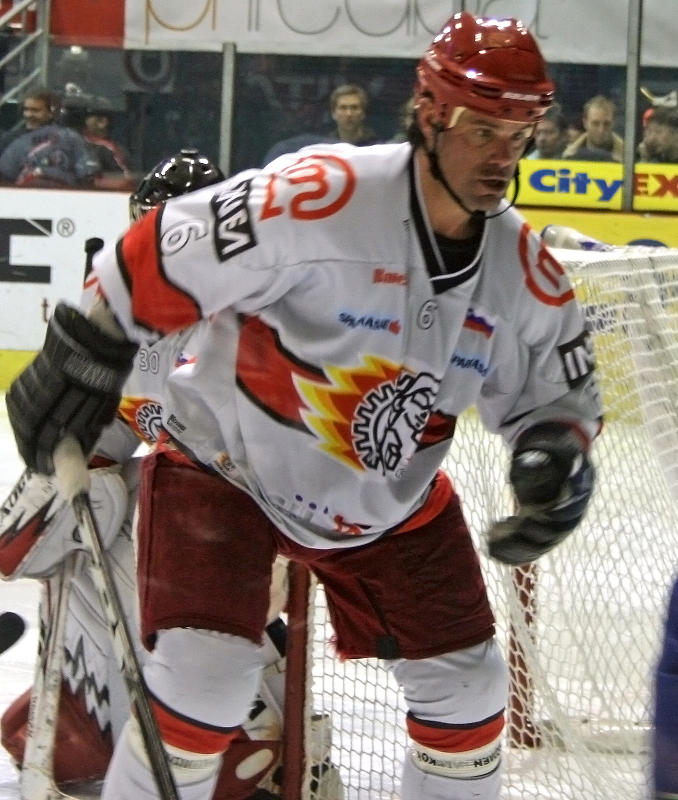
Todd Elik (ici en 2009) joue la saison 2006-2007 aux côtés de Mallette.

Pour la saison 2006-2007, Mallette quitte les bords de la Seine pour rejoindre le championnat d'Autriche au sein du Innsbruck EV ; après sept rencontres, il est le meilleur pointeur de son équipe comptant cinq buts et neuf aides. Au mois de décembre, les Tigres de Victoriaville mettent en avant la carrière de Mallette dans la franchise en retirant son numéro 97.
À la fin de la saison régulière, le club d'Innsbruck termine à la sixième place du classement, avec cinq points de retard sur la dernière équipe qualifiée pour le carré final de la compétition, les Capitals de Vienne,. Todd Elik, coéquipier de Mallette, termine meilleur pointeur de la saison avec quatre-vingt-dix huit points alors que Mallette est le quinzième pointeur avec soixante-trois points ; avec vingt-neuf buts, il est le dixième buteur de la ligue.

#### Une nouvelle fois champion (2007-2008)
Mallette est de retour dans l'effectif de Rouen pour le championnat 2007-2008 après avoir signé un contrat de trois saisons. À la suite des vingt-six matchs de la saison régulière, Rouen termine à la première place du classement alors que quatre Dragons sont en tête des meilleurs pointeurs de la Ligue : Thinel est premier avec soixante points suivi par Mallette, Éric Doucet et Desrosiers qui sont juste derrière avec un seul point de moins.
Au cours de la saison, les Dragons disputent la finale de la coupe de la Ligue 2008 qui est jouée une fois à Méribel contre les Diables rouges de Briançon le 2 janvier 2008. Les deux équipes ne se départagent qu'en prolongation puisqu'au terme du temps réglementaire, elles sont à égalité trois buts partout ; finalement, Rouen l'emporte après deux minutes de prolongation après un but de Mallette. L'équipe normande joue également la finale de la coupe de France contre Grenoble le 17 février au Palais omnisports de Paris-Bercy ; Grenoble remporte la coupe à la suite des tirs au but. Mallette compte huit buts et quatre aides lors des cinq matchs qu'il joue en Coupe de France et termine meilleur pointeur de la compétition.
Lors des séries éliminatoires de la ligue Magnus, Rouen élimine en quart-de-finale Dijon, huitième de la saison, en trois matchs. Les Dragons battent également Angers en trois rencontres et sont opposés en finale aux Diables rouges de Briançon. Rouen remporte un nouveau titre de champion de France en gagnant les trois matchs 7-3, 4-2 et 6-4 ; Mallette inscrit le but de la victoire lors du premier match, ne marque pas de points lors de la deuxième date puis un but lors de la dernière rencontre. Avec vingt-quatre points lors des séries, Mallette est le deuxième pointeur des séries derrière son coéquipier Julien Desrosiers.

#### Une saison écourtée (2008-2009)
Mallette joue toujours avec les Dragons pour le championnat 2008-2009 mais il manque une grande partie de la saison en raison d'une déchirure abdominale. L'équipe de Rouen se classe à la troisième place de la saison et, étant exemptée du premier tour, elle entre dans les séries directement en quarts de finale contre les Dauphins d'Épinal ; ces derniers sont balayés en trois matchs par les Dragons qui chutent en demi-finale en trois matchs seulement contre les joueurs de Grenoble. Lors des coupes nationales, Rouen est à chaque fois éliminée en demi-finale que cela soit par Grenoble en coupe de France ou par Briançon en coupe de la Ligue.
En tant que champions en titre, les joueurs des Dragons participent au cours de la saison à la coupe Continentale ; l'équipe des Dragons est directement qualifiée pour la phase finale qui se joue à Rouen dans la patinoire de l'île Lacroix. Toujours blessé Mallette ne participe pas à un seul des matchs de la Coupe alors que Rouen perd 3-1 contre le club italien du Hockey Club Bolzano, remporte le deuxième 6-4 contre le club du Keramin Minsk de Biélorussie puis une victoire 5-4 contre le club slovaque du MHC Martin ; malgré cette victoire 5-4 de Rouen et deux buts de Thinel, Martin est sacré champion de la coupe Continentale avec un différentiel de +3 dans les confrontations directes contre -1 pour Rouen et -2 pour Bolzano.

#### La quatrième Coupe Magnus (2010-2011)
Rouen commence le championnat 2010-2011 par le match des champions 2010 début septembre ; le match oppose les Dragons aux joueurs d'Angers qui sont privés de leur entraîneur, Alain Vogin, qui s'est suicidé un mois plus tôt. Les Dragons emportent leur premier titre de la saison en battant Angers aux tirs de fusillade sur le score de 3-2, ceci malgré le dernier lancé de Rouen manqué par son capitaine. En coupe de la Ligue, les Dragons de Rouen disputent la demi-finale contre Briançon après avoir perdu le premier match 6-1 ; ils remportent la rencontre retour 4-2 mais la différence de but joue en faveur de Briançon qui accède ainsi à la finale.
En tant que champion de France, le club de Rouen joue la Coupe Continentale et entre dans la compétition lors du troisième tour. Le groupe D se joue à Rouen entre les équipes suivantes : Coventry Blaze (Royaume-Uni), le Liepājas Metalurgs (Lettonie), le KS Cracovia Kraków (Pologne), vainqueur du Groupe B, et Rouen. Rouen perd le premier match contre l'équipe de Cracovie 2-1 en prolongation. Les Dragons se reprennent en battant Liepâja 4-1 puis Coventry 7-3 avec une assistance du Québécois. En se classant ainsi premier du groupe D, Rouen gagne sa place pour la Super-finale prévue entre le 14 et le 16 janvier 2011 à Minsk en Biélorussie sans Marc-André Thinel blessé aux adducteurs ; Rouen perd les trois rencontres sur les scores de 6-1 face au EC Red Bull Salzbourg, l'unique but de Rouen étant inscrit par Mallette, 4-2 face au HK Iounost Minsk avec encore un but du capitaine rouennais et 3-2 face au SønderjyskE Ishockey.
Le 30 janvier 2011, les Dragons jouent leur deuxième grand évènement de la saison en participant à la finale de la coupe de France et sont opposés une nouvelle fois à Angers. Les deux équipes ne parviennent pas à se départager à l'issue du temps réglementaire puisqu'elles inscrivent chacune quatre buts, dont trois pour la seule personne de Mallette, mais Rouen remporte son deuxième trophée de la saison grâce à l'unique tir de fusillade inscrit une nouvelle fois par son capitaine. Premiers de la saison régulière à l'issue du calendrier de la Ligue Magnus, les Dragons sont directement qualifiés pour les quarts de finale des séries éliminatoires ; ils comptent à fin de la saison, vingt victoires alors qu'ils n'ont pas perdu une rencontre en championnat depuis le 8 janvier 2011. Avec cinquante-sept points en vingt-six rencontres, Mallette termine meilleur pointeur de la saison. Rouen remporte une nouvelle fois la Coupe Magnus en remportant à chaque fois les trois rencontres contre Morzine-Avoriaz, Amiens et enfin Strasbourg en finale. David Cayer et Ján Cibuľa, deux joueurs de Strasbourg, finissent devant le trio Rouennais Thinel-Guénette-Mallette au classement des pointeurs lors des séries avec dix-huit et dix-sept buts respectivement contre quinze pour Thinel et Guenette et quatorze pour Mallette.

#### Vainqueur de la Coupe Continentale (2011-2012)
Les Dragons perdent le premier titre de la saison 2011-2012, en s'inclinant sur le score de 6-1 contre les joueurs de Grenoble lors de l'édition 2011 du match des Champions, puis un deuxième en perdant en demi-finales de la Coupe de la Ligue contre Briançon, le futur champion.
Le 16 novembre, un jour avant son trentième anniversaire, sa fiancée, Geneviève Meunier, donne naissance à leur enfant, Andrew. En janvier 2012, la patinoire de l'Île Lacroix accueille la finale de la Coupe Continentale ; Rouen est directement qualifié pour la super finale, en compagnie du club Biélorusse du HK Iounost Minsk, vainqueur de l'édition précédente. Les deux autres équipes à jouer la super finale sont les clubs du Donbass Donetsk en Ukraine et du HC Asiago d'Italie. Les Rouennais s'imposent lors du premier match joué, contre Asiago, sur le score de 6-0 avec un blanchissage de Fabrice Lhenry ; deux des buts de Rouen sont inscrits par Mallette. Il inscrit le deuxième but des siens lors du deuxième match contre Minsk mais Rouen s'incline tout de même sur le score de 4-2.
Le dernier match joué oppose les Dragons aux joueurs ukrainiens de Donetsk qui n'ont alors besoin que d'un match nul pour remporter le titre. Après une première période sans but, Rouen inscrit le premier but de la rencontre après trois minutes dans la deuxième période, un but de François-Pierre Guénette assisté de Desrosiers et de Thinel. Ce dernier double la marque puis après un but de Donetsk, il inscrit un second but, moins de deux minutes avant la fin du deuxième tiers temps, sur une passe de Mallette. Au bout de dix minutes, dans les vingt dernières minutes de jeu, les supporters du Donbass voient leur équipe réduire l'écart mais finalement avec moins de trois minutes à jouer dans le match, Mallette puis Desrosiers scellent la victoire des leurs et le titre de vainqueur de la Coupe Continentale ; Mallette, auteur de trois points au cours de la rencontre et de sept au total, finit meilleur pointeur de la super finale.
À la fin de la saison régulière 2011-2012, les Dragons terminent à la première place du classement avec quarante-et-un points ; avec quarante-deux points au cours de la saison, Mallette est le cinquième pointeur de la Ligue Magnus, juste après Thinel. Au cours des séries, les Dragons passent les deux premiers tours pour jouer la finale contre les Brûleurs de Loups de Grenoble ; les deux équipes se neutralisent lors des quatre premières rencontres mais Rouen remporte son douzième titre, le troisième consécutif, en gagnant les deux rencontres suivantes dont la dernière par un blanchissage de Lhenry sur le score de 4-0. Mallette contribue à la victoire des siens lors des cinquième et sixième match : il inscrit trois buts et une passe lors de la victoire 5-1 du cinquième match puis il marque deux bus au cours du dernier match. À la suite de ce nouveau trophée, il met fin à sa carrière et le lendemain de l'annonce de  sa retraite, il rejoint son club formateur de Victoriaville pour devenir membre de l'équipe des entraîneurs de Victoriaville.

## Statistiques
| Saison    | Équipe                     | Ligue        |    | Saison régulière | Saison régulière | Saison régulière | Saison régulière | Saison régulière |    | Séries éliminatoires | Séries éliminatoires | Séries éliminatoires | Séries éliminatoires | Séries éliminatoires |
| Saison    | Équipe                     | Ligue        | PJ | B                | A                | Pts              | Pun              | PJ               | B  | A                    | Pts                  | Pun                  |                      |                      |
| 1997-1998 | Tigres de Victoriaville    | LHJMQ        | 55 | 8                | 7                | 15               | 30               | 6                | 1  | 1                    | 2                    | 4                    |                      |                      |
| 1998-1999 | Tigres de Victoriaville    | LHJMQ        | 62 | 27               | 46               | 73               | 51               | 6                | 1  | 2                    | 3                    | 2                    |                      |                      |
| 1999-2000 | Tigres de Victoriaville    | LHJMQ        | 69 | 49               | 76               | 125              | 97               | 6                | 6  | 3                    | 9                    | 28                   |                      |                      |
| 2000-2001 | Tigres de Victoriaville    | LHJMQ        | 61 | 28               | 55               | 83               | 99               | 13               | 10 | 8                    | 18                   | 42                   |                      |                      |
| 2001-2002 | Tigres de Victoriaville    | LHJMQ        | 71 | 39               | 83               | 122              | 191              | 22               | 12 | 21                   | 33                   | 73                   |                      |                      |
| 2002-2003 | Université de Dalhousie    | SIC          | 28 | 20               | 19               | 39               | 30               |                  |    |                      |                      |                      |                      |                      |
| 2003-2004 | Everblades de la Floride   | ECHL         | 50 | 14               | 27               | 41               | 45               | -                | -  | -                    | -                    | -                    |                      |                      |
| 2003-2004 | Express de Roanoke         | ECHL         | 23 | 14               | 16               | 30               | 21               | 4                | 4  | 4                    | 8                    | 8                    |                      |                      |
| 2004-2005 | Grrrowl de Greenville      | ECHL         | 55 | 24               | 41               | 65               | 38               | -                | -  | -                    | -                    | -                    |                      |                      |
| 2004-2005 | Storm de Toledo            | ECHL         | 9  | 6                | 9                | 15               | 10               | 4                | 1  | 1                    | 2                    | 8                    |                      |                      |
| 2004-2005 | Mighty Ducks de Cincinnati | LAH          | 3  | 0                | 0                | 0                | 4                |                  |    |                      |                      |                      |                      |                      |
| 2004-2005 | Bears de Hershey           | LAH          | 7  | 0                | 2                | 2                | 2                |                  |    |                      |                      |                      |                      |                      |
| 2005-2006 | Rouen HE 76                | Ligue Magnus | 25 | 29               | 31               | 60               | 94               | 9                | 6  | 4                    | 2                    | 16                   |                      |                      |
| 2006-2007 | Innsbruck EV               | ÖEL          | 47 | 29               | 34               | 63               | 80               |                  |    |                      |                      |                      |                      |                      |
| 2007-2008 | Rouen HE 76                | Ligue Magnus | 26 | 29               | 28               | 57               | 34               | 9                | 12 | 12                   | 24                   | 26                   |                      |                      |
| 2008-2009 | Rouen HE 76                | Ligue Magnus | 13 | 18               | 12               | 30               | 44               | 2                | 1  | 1                    | 2                    | 2                    |                      |                      |
| 2009-2010 | Rouen HE 76                | Ligue Magnus | 26 | 16               | 38               | 54               | 34               | 11               | 13 | 9                    | 22                   | 20                   |                      |                      |
| 2010-2011 | Rouen HE 76                | Ligue Magnus | 26 | 25               | 32               | 57               | 22               | 9                | 7  | 7                    | 14                   | 6                    |                      |                      |
| 2011-2012 | Rouen HE 76                | Ligue Magnus | 25 | 16               | 26               | 42               | 24               | 15               | 11 | 11                   | 22                   | 0                    |                      |                      |

## Trophées et honneurs personnels
- 2003-2004 : élu dans l'équipe d'étoiles de moins de 22 ans de l'ECHL
- 2004-2005 : élu meilleur joueur du mois de novembre de l'ECHL
- 2005-2006 :
  - champion de la ligue Magnus avec le RHE 76
  - trophée Charles-Ramsay du meilleur pointeur de la saison
  - meilleur joueur selon ses pairs
  - meilleur attaquant selon les médias
  - meilleur joueur selon les médias
  - élu dans la première équipe d'étoiles
- 2007-2008 :
  - meilleur buteur de la Coupe de France
  - champion avec le RHE 76
- 2009-2010 :
  - Coupe de la Ligue avec le RHE 76
  - élu dans la sélection des meilleurs joueurs étrangers
  - champion avec le RHE 76
- 2010-2011 : 
  - Match des champions avec le RHE 76
  - Coupe de France avec le RHE 76
  - trophée Charles-Ramsay
  - champion avec le RHE 76
- 2011-2012 :
  - meilleur pointeur de la Coupe Continentale
  - champion de la Coupe Continentale avec le RHE 76
  - champion avec le RHE 76